# キム・ソルフィ
キム・ソルフィ（金率熙、朝鮮語: 김솔희、1984年 7月17日 ~ ）は、大韓民国の韓国放送公社 (KBS) 所属のアナウンサー。

## 学歴
- 2004年、明徳外国語高等学校（朝鮮語版） 中国語課 卒業
- 2008年、延世大学校 中語中文学科(2004学番)

## 経歴
- 2009年 35期 KBS 公採のアナウンサー (KBS春川放送総局 地域の勤務)[1]

## 担当番組

### テレビ
- 6時私の故郷（朝鮮語版） （KBS 1TV、2013年4月8日 - 2018年4月13日）

### ニュース
- KBSニュース12 (ko:KBS 뉴스 12)（2010年 〜 2014年、KBS 1TV）
- KBSニュース9 (ko:KBS 뉴스 9)（2018年 4月16日 〜 2018年 12月31日 、KBS 1TV）
- KBSニュース7 (ko:KBS 뉴스 7)（2019年 1月1日 〜 、KBS 1TV）